# Christian Benteke
Christian Benteke Liolo (ur. 3 grudnia 1990 w Kinszasie) – belgijski piłkarz kongijskiego pochodzenia, występujący na pozycji napastnika w amerykańskim klubie D.C. United oraz w reprezentacji Belgii. Uczestnik Mistrzostw Europy 2020.

## Kariera klubowa
Benteke urodził się w Zairze, ale jako dziecko emigrował z rodziną do Belgii. Tam w sezonie 2007/2008 rozpoczynał zawodową karierę w klubie KRC Genk. W Eerste klasse zadebiutował 22 lutego 2008 w przegranym 0:1 meczu z Sint-Truidense VV. W Genku Benteke grał przez półtora roku. W tym czasie rozegrał tam 10 spotkań ligowych.
W styczniu 2009 roku odszedł do Standardu Liège, również grającego w Eerste klasse. Pierwszy ligowy mecz w jego barwach zaliczył 31 stycznia 2009 przeciwko KSV Roeselare (3:0). 14 lutego 2009 w wygranym 4:0 spotkaniu z AFC Tubize strzelił pierwszego gola w trakcie gry w ekstraklasie. W 2009 roku zdobył z zespołem mistrzostwo Belgii i Superpuchar Belgii. Sezon 2009/2010 Benteke spędził na wypożyczeniu w KV Kortrijk. Po jego zakończeniu powrócił do Standardu, a następnie wypożyczono go do KV Mechelen.
22 lipca 2015 roku został zawodnikiem Liverpoolu.
20 sierpnia 2016 roku został zawodnikiem Crystal Palace.

## Kariera reprezentacyjna
W reprezentacji Belgii Benteke zadebiutował 19 maja 2010 w wygranym 2:1 towarzyskim meczu z Bułgarią. Pierwszego gola w drużynie narodowej strzelił 15 sierpnia 2012 w wygranym 4:2 meczu z Holandią. 10 października 2016 roku pobił rekord najszybszego gola w eliminacjach do mistrzostw świata, pokonując bramkarza Gibraltaru w 8,1 sekundy.

## Statystyki kariery
Aktualne na dzień 29 kwietnia 2019 r.
| 2007/08            | KRC Genk           | Eerste klasse      | 7   | 0   | 0  | 0 | — | — | 0  | 0 | 7   | 0   |
| 2008/09            | KRC Genk           | Eerste klasse      | 3   | 0   | 0  | 0 | — | — | —  | — | 3   | 0   |
| 2008/09            | Standard Liège     | Eerste klasse      | 9   | 3   | 0  | 0 | — | — | 2  | 0 | 11  | 3   |
| 2009/10            | Kortrijk (wyp.)    | Eerste klasse      | 34  | 14  | 4  | 2 | — | — | —  | — | 38  | 16  |
| 2010/11            | Standard Liège     | Eerste klasse      | 5   | 0   | 0  | 0 | — | — | —  | — | 5   | 0   |
| 2010/11            | Mechelen (wyp.)    | Eerste klasse      | 18  | 6   | 2  | 1 | — | — | —  | — | 20  | 7   |
| 2011/12            | Standard Liège     | Eerste klasse      | 4   | 0   | 0  | 0 | — | — | 4  | 0 | 9   | 0   |
| 2011/12            | KRC Genk           | Eerste klasse      | 32  | 16  | 1  | 0 | — | — | 0  | 0 | 33  | 16  |
| 2012/13            | KRC Genk           | Eerste klasse      | 5   | 3   | 0  | 0 | — | — | 3  | 1 | 8   | 4   |
| 2012/13            | Aston Villa        | Premier League     | 34  | 19  | 0  | 0 | 5 | 4 | —  | — | 39  | 23  |
| 2013/14            | Aston Villa        | Premier League     | 26  | 10  | 1  | 0 | 1 | 1 | —  | — | 28  | 11  |
| 2014/15            | Aston Villa        | Premier League     | 29  | 13  | 5  | 2 | 0 | 0 | —  | — | 34  | 15  |
| 2015/16            | Liverpool          | Premier League     | 29  | 9   | 5  | 0 | 1 | 0 | 7  | 1 | 42  | 10  |
| 2016/17            | Crystal Palace     | Premier League     | 36  | 15  | 2  | 2 | 2 | 0 | 0  | 0 | 40  | 17  |
| 2017/18            | Crystal Palace     | Premier League     | 31  | 3   | 0  | 0 | 0 | 0 | 0  | 0 | 31  | 3   |
| 2018/19            | Crystal Palace     | Premier League     | 16  | 1   | 3  | 0 | 0 | 0 | 0  | 0 | 19  | 1   |
| Łącznie w karierze | Łącznie w karierze | Łącznie w karierze | 318 | 112 | 23 | 7 | 9 | 5 | 16 | 2 | 367 | 126 |